# Рождество Христово (Арбанаси)
„Рождество Христово“ е църква музей в Арбанаси, България, център на храмов комплекс, вклюващ и параклиса „Свети Йоан Предтеча“. Тя се използва и като резиденция на Великотърновската митрополия.
Храмът „Рождесто Христово“ се намира в югозападната част на селото. По същината се е масивен градеж от ломен камък с размери 28,80 × 10,40 м. Тя има трискатен керемиден покрив от турски кремиди. Апсидата се издига до половината от височината на източната фасада и има свой собствен покрив. Южната стена е плътна, раздвижена единствено от четири прозореца. Две трети от северната и цялата западна стени представляват „сляпа“ аркада. Западната фасада е със симетрично устройство. По централната ѝ ос е поместен отворът на входната врата, а над него е традиционната патронна ниша. По план черквата се състои от олтар, наос и притвор, разположени по оста изток-запад, параклис „Св. Йоан Предтеча“ от север, обединени с Г-образен ходник от север и запад.
Първоначално на мястото на днешния наос е съществувала църква, строена в началото на XV век. Храмът е исзографисан през 1597 г., което става в края на първия строителен период. През втория строителен етап към вече съществуващата църква са пристроени параклис от север и притвор от запад. Двете постройки са обединени в едно цяло от засводената Г-образна галерия от север и екзонартика от запад. Строителните дейности са извършени в периода между 20-те години на XVII в и 1632 г. Междуарковите пространства на преддверието, галерията и екзонартиката са зазидани с тънка каменна зидария, което съвпада с третия период на градеж. Оформени са прозорци, защитени с метални решетки. Времевите граници, в които се вмества зазиждането, е времето след 1632 г. и преди 1643 г. Цялата вътрешност на църквата зографисана, изпълнението на която е станало на етапи – 1597 г., 1632 г., 1638 г., 1643 г., 1649 г., 1681 г. В рамките на тези близо деветдесет години възниква еддин неповторим стенописен ансамбъл.
Иконографията в наоса е опростена, за да бъде достъпна за възприятие. В конхата на апсидната ниша са представени допоясна фигура на Богородица Платитера, Евхаристия и Мелисмос. В първия регистър разположен по северната и южна стени на наоса са изобразени светците войни – Св. Димитър, Св. Георги, Св. Нестор, и светците лечители и безсребреници: Св. Козма и Дамян, Св. Пантелеймон, Св. Трифон. Регистърът над тях е оформен като фриз от медалиони, в които са представени бюстови изображения на многобройни християнски светци и светици. Следващите два регистъра са заети от сцени, илюстриращи Празниците, Страданията и Чудесата Христови. В горната част на западната стена е издокарана сцената „Преображение Господне“. Под нея е разположена голямата многофигурна композиция „Успение Богородично“. От двете си страни тя е фланкирана от по-малките като мащаб сцени „Рождество Богородично“ и „Въведение на Мария в храма“. Първият регистър е зает от изображенията на Св. св. Константин и Елена, Св. Кирияки и Св. Параскева. Върху свода се извисяват внушителните изображения Христос-Емануил, Христос-Пантократор и Новозаветна Троица. Иконостасната преграда е внушително творение на дърворезбарското изкуство, изработено по поръчката на фамилията Кантакузини.
Беседи в храма се изнасят на български, руски, английски, френски, немски, испански и гръцки език, а на друг език – с превод, само от екскурзовод на Регионалния исторически музей – Велико Търново.